# Dinoteri
El dinoteri (Deinotherium, en llatí 'bèstia terrible') fou un gènere de mamífer proboscidi extint de la família dels dinotèrids. Se n'han trobat restes fòssils a Àfrica, Àsia i Europa, incloent-hi Catalunya. Visqué entre el Miocè i el Plistocè. Un dels trets característics d'aquest animal és que tenia els ullals únicament al maxil·lar inferior.

## Fisiologia
Els dinoteris foren els tercers mamífers terrestres més grossos de tots, únicament superats pels paracerateris i el mamut del riu Songhua. Els mascles mesuraven 4-4,5 metres a l'altura de les espatlles i les femelles, uns 3,5 metres a l'altura de les espatlles. Pesaven entre 12 i 14 tones. Les seves dents corbades cap avall es creu que servien per arrencar les escorces dels arbres.

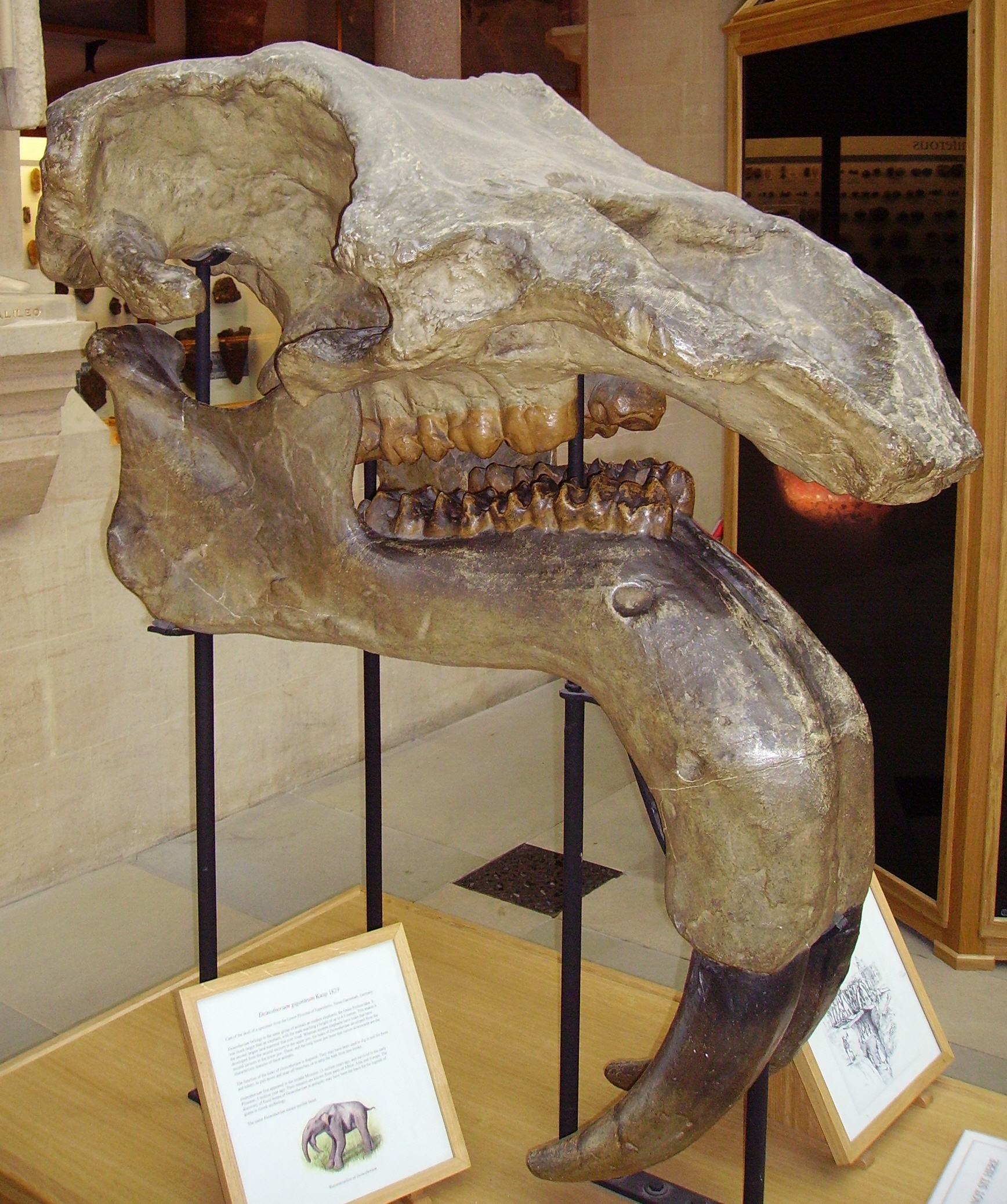
Deinotherium

## Hàbitat i distribució
Els dinotèrids van tenir una distribució que anava des d'Europa fins a Àsia i Àfrica. Vivien en les sabanes i pastures on s'alimentaven de la vegetació i els troncs dels arbres amb ajuda dels seus estranys ullals.

## Evolució i extinció
Deinotherium fou un gènere que evolucionà de Prodeinotherium fa uns 20 milions d'anys, en el Miocè inferior. Els dinotèrids represantaven una línia evolutiva diferent de la dels elefants, mamuts i mastodonts. Deinotherium divergí molt d'hora dels altres proboscidis. Els dinoteris s'extingiren a l'Àfrica on van conviure amb els primers homínids en el Plistocè inferior fa 1,5 milions d'anys.

## Taxonomia
- D. bozasi
- D. giganteum
- D. indicum
- D. proavum